# Arytera nekorensis
Arytera nekorensis är en kinesträdsväxtart som beskrevs av H. Turner. Arytera nekorensis ingår i släktet Arytera och familjen kinesträdsväxter. Inga underarter finns listade i Catalogue of Life.